# Список ботаников-систематиков/Z

Список начинающихся на букву Z обозначений имён ботаников, которые используются при цитировании научных (латинских) биноминальных названий растений.
Международный кодекс ботанической номенклатуры (МКБН) рекомендует в публикациях на ботанические темы, особенно если они касаются таксономии и номенклатуры, указывать авторов названий таксонов. Указание авторов названий таксонов следует выполнять в соответствии с правилами и советами, приведёнными в МКБН. В частности, в МКБН дана рекомендация использовать при цитировании авторов таксонов опубликованную в 1992 году книгу Браммита и Пауэлл Authors of plant names с уточнениями и дополнениями, соответствующими сведениям из баз данных International Plant Names Index и Index Fungorum.
Список обозначений содержит:
- стандартную форму обозначения,
- имя на русском языке (если известно),
- имя на родном языке персоны (или на английском),
- год рождения или годы жизни; в некоторых случаях дан год первой публикации (пометка fl.), в которой использовано данное обозначение.

## Список
- Z.G.Zhang — Zhi Guang Zhang, fl. 2001
- Z.H.Chen — Zheng Hai Chen, fl. 1989
- Z.H.Tsi — Zhan Huo Tsi, 1937—
- Z.Y.Zhu — Zheng Yin Zhu, fl. 1982
- Z.Ying Zhang — Zhi Ying Zhang, fl. 1983
- Zabel — Цабель, Герман (нем. Hermann Zabel, 1832—1912)
- Zahn — Цан, Карл Герман (нем. Karl Hermann Zahn, 1865—1940)
- Zakirov — Закиров, Кадыр Закирович (узб. Зокиров Қодир Қодир ўғли, 1906—1992)
- Zanardini — Цанардини, Джованни (итал. Giovanni Zanardini, 1804—1878)
- Zander — Цандер, Роберт (нем. Robert Zander, 1892—1969)
- Zapał. — Запалович, Хуго (пол.  Hugo Zapałowicz, 1852—1917)[1]
- Zappi — Заппи, Даниэла Кристина (порт. Daniela Cristina Zappi, 1965—)
- Zardini — Elsa Matilde Zardini, 1949—
- Zefir. — Зефиров Б. М., 1915—1957
- Zernov — Зернов, Александр Сергеевич (1972—)
- Zeyh. — Цейгер, Карл Людвиг Филипп (нем. Carl Ludwig Philipp Zeyher, 1799—1858)
- Zhmylev — Жмылев, Павел Юрьевич (fl. 1988)
- Zhuk. — Жуковский, Пётр Михайлович (1888—1975)
- Zigra — Цигра, Иоганн Герман (нем. Johannes Hermann Zigra, 1775—1857)
- Zimmeter — Цимметер, Альберт (нем. Albert Zimmeter, 1848—1897)
- Zinn — Цинн, Иоганн Готтфрид (нем. Johann Gottfried Zinn, 1727—1759)
- Zohary — he:מיכאל זהרי, en:Michael Zohary, 1898—1983
- Zoll. — Цоллингер, Генрих (нем. Heinrich Zollinger, 1818—1859)
- Zotov — Зотов, Виктор Дмитриевич (англ. Victor Dmitrievich Zotov, 1908—1977)
- Zoz — I. G. Zoz, 1903—
- Zucc. — Цуккарини, Йозеф Герхард (нем. Joseph Gerhard Zuccarini, 1797—1848)
- Zumagl. — it:Maurizio Zumaglini, 1804—1865

### Комментарии
1. ↑  Вариант обозначения: Zapal.